# Abantis vidua
Abantis vidua là một loài bướm ngày thuộc họ Bướm nhảy. Loài này được tìm thấy ở Angola, Cộng hòa Dân chủ Congo (Shaba) và tây bắc Zambia. Môi trường sống của loài này là rừng rụng lá.